# Richard Cleminson
Richard Cleminson (1966) es un hispanista británico, profesor en la Universidad de Leeds y especializado en la investigación sobre el anarquismo, la homosexualidad y los estudios de género en España.
Ha sido autor, junto a Francisco Vázquez García, de los libros “Los Invisibles”: A History of Male Homosexuality in Spain, 1850–1939 (University of Wales Press, 2007), Hermaphroditism, Medical Science and Sexual Identity in Spain 1850-1960 (University of Wales Press, 2009) y Sex, Identity and Hermaphrodites in Iberia, 1500-1800 (Pickering & Chatto, 2013).
En solitario ha escrito Anarchism, Science and Sex. Eugenics in Eastern Spain, 1900-1937 (Peter Lang, 2000), Anarquismo y sexualidad (España, 1900-1939) (Universidad de Cádiz, 2008) o Catholicism, Race and Empire Eugenics in Portugal, 1900-1950 (Central European University Press, 2014), entre otros trabajos.
También ha sido editor junto a Jamie Heckert de Anarchism and Sexuality: Ethics, Relationships and Power (Routledge, 2011).